# L’Alqueria de la Comtessa
L’Alqueria de la Comtessa település Spanyolországban, Valencia tartományban. L’Alqueria de la Comtessa Bellreguard, La Font d’en Carròs, Oliva, Palmera, Piles és Rafelcofer községekkel határos. Lakosainak száma 1544 fő (2024).

## Népesség
A település népessége az utóbbi években az alábbiak szerint változott:
| Lakosok száma | 1416 | 1462 | 1506 | 1492 | 1508 | 1521 | 1443 | 1476 | 1478 | 1544 |
|               | 2001 | 2004 | 2007 | 2009 | 2012 | 2014 | 2017 | 2019 | 2022 | 2024 |